# Valeria (1966)
Valeria é uma telenovela mexicana, produzida pela Televisa e exibida em 1966 pelo Telesistema Mexicano.